# Múscul semiespinós dorsal
El múscul semiespinós dorsal (musculus semispinalis thoracis o musculus semispinalis dorsi) és un dels tres grups de músculs semiespinosos que alhora formen part del gran grup muscular del múscul transvers espinós, juntament amb el semiespinós del cap i el semiespinós cervical.
El múscul està constituït per fascicles carnosos fins i estrets, interposats entre uns tendons de considerable longitud.
S'origina en una sèrie de petits tendons de les apòfisis transverses de la sisena a la desena vèrtebra dorsal (D6-D10), i s'insereix mitjançant tendons, en les apòfisis espinoses de les quatre primeres vèrtebres dorsals (D1-D4) i les dues darreres cervicals (C6-C7).
La seva funció se centra en els moviments d'extensió i rotació de la columna vertebral; però també participa en la sustentació de la columna vertebral.